# گلینیس نان
گلینیس نان (انگلیسی: Glynis Nunn؛ زادهٔ ۴ دسامبر ۱۹۶۰) ورزشکار هفت‌گانه اهل استرالیا بود.
از افتخارات وی میتوان به کسب مدال طلا در بازی‌های المپیک تابستانی ۱۹۸۴ اشاره کرد.